# Rygar
Rygar (アルゴスの戦士, Argos no Senshi Legendary Warrior) est un jeu vidéo d'action/plates-formes développé et commercialisé par Tecmo en 1986 sur borne d'arcade. Il a été porté sur divers supports familiaux.
Le sous-titre pour la version arcade est Legendary Warrior.

## Système de jeu
Le joueur progresse de gauche à droite, allant de refuge en refuge, symbolisant la fin de chaque tableau, jusqu'au 27e où le monstre géant final doit être vaincu. Un temps est imparti pour se rendre d'un refuge à l'autre. En cas de dépassement de ce temps, la musique change, le décor devient plus sombre et un masque de mort invulnérable apparaît, balayant le tableau de gauche à droite de plus en plus rapidement et suivant une sinusoïde se dirigeant vers le joueur. Il n'est possible que de l'éviter.
Le joueur est équipé d'une arme qui est une sorte de disque ou bouclier retenu par une corde et appelé "Diskarmor" et qui revient comme un yo-yo après chaque coup. Le joueur peut trouver cinq améliorations dont les effets sont cumulables au cours du jeu : 
- la couronne, qui permet au Diskarmor d'éliminer plusieurs monstres rapprochés en un coup ;
- l'étoile, qui augmente la portée de l'arme ;
- le tigre, qui permet de détruire les monstres en leur sautant dessus ;
- le soleil, qui permet de faire des tirs verticaux direct et non plus circulaires (utile dans plusieurs tableaux où les monstres volants sont nombreux ou bien dans les caves où le personnage doit progresser le long de cordes sous la menace de grenouilles géantes et de chauves-souris) ;
- la croix, qui apporte une invincibilité temporaire.

Si le joueur réunit les cinq améliorations sans perdre de vie, il est crédité d'un score bonus supplémentaire. Il existe une amélioration en forme de point d'interrogation qui apparaît rarement et qui, en tirant dessus, permet de choisir l'amélioration. Enfin, il est possible de trouver une mine faisant disparaître tous les ennemis à l'écran.
Outre ces améliorations de l'arme, il est possible de récolter plusieurs perles mais aussi des étoiles, le plus souvent dissimulées. Des bonus sont obtenus après avoir collecté sept étoiles. Il est aussi possible de trouver une vie supplémentaire, qu'il faut vite attraper car elle s'envole. Le jeu permet aussi d'obtenir des bonus calculés en fonction du nombre d'ennemis tués. Comme dans la plupart des jeux d'arcade, la recherche du score maximum motive le joueur. Cet aspect est relativement développé sur Rygar, en comparaison avec les autres jeux d'arcade de la même période.
Le jeu est assez difficile et requiert une bonne dextérité pour être terminé, d'autant plus qu'à partir d'un certain niveau, il n'est plus possible de continuer en cas de mort et il faut donc recommencer le jeu depuis le début.[réf. souhaitée]

## Série
1. Rygar (1986)
2. Rygar: The Legendary Adventure[2] (2002) sur Playstation 2, Wii